# Schwarzenfeld
Schwarzenfeld település Németországban, azon belül Bajorországban. Lakosainak száma 6463 fő (2023. december 31.).

## Népesség
A település népessége az elmúlt években az alábbi módon változott:
| Lakosok száma | 1155 | 4716 | 6118 | 5929 | 6233 | 6275 | 6267 | 6338 | 6350 | 6463 |
|               | 1875 | 1950 | 1975 | 1987 | 2012 | 2014 | 2016 | 2017 | 2021 | 2023 |